# Microrregión de Belo Horizonte
La microrregión de Belo Horizonte es una de las  microrregiones del estado brasileño de Minas Gerais perteneciente a la Mesorregión Metropolitana de Belo Horizonte. Su población fue estimada en 2006 por el IBGE en 4.867.529 habitantes y está dividida en 24 municipios. Posee un área total de 5.819,855 km².

## Municipios
- Belo Horizonte
- Betim
- Brumadinho
- Caeté
- Confins
- Contagem
- Esmeraldas
- Ibirité
- Igarapé
- Juatuba
- Lagoa Santa
- Mário Campos
- Mateus Leme
- Nova Lima
- Pedro Leopoldo
- Raposos
- Ribeirão das Neves
- Rio Acima
- Sabará
- Santa Luzia
- São Joaquim de Bicas
- São José da Lapa
- Sarzedo
- Vespasiano

- Datos: Q2455908